# 上海市清华中学
上海市清华中学，是一所位于上海市黄浦区茂名南路156号的公办初中。其前身为1938年创办的弘毅中学和励志英文专科学校，后者于1941年改名为励志中学，1958年两校合并为红星中学。1980年代，上海的教育事业恢复发展，清华大学校友会理事会决定向上海一所中学捐资，时任上海市副市长谢丽娟对此非常支持。1985年8月，红星中学更名为清华中学，由清华校友会扶助办学。1997年改名清华学校，2003年恢复原校名。1996年，南昌中学并入清华中学，2007年，东风中学并入清华中学。